# Olof Andersson (spelman)
Olof Andersson, född 23 augusti 1884 Åhus, Skåne, död 28 november 1964 i Matteus församling, Stockholm, var en svensk folkmusiksamlare, spelman och frisör. 
Olof Andersson är mest känd för sitt arbete med att insamla och uppteckna svensk folkmusik, vilket resulterade i utgivningen Svenska Låtar (1922-1940), ett verk i 24 delar som betecknats som "svensk folkmusiks största och viktigaste källpublikation" (Gunnar Ternhag). Arbetet med Svenska låtar påbörjades av Nils Andersson. Nils och Olof Andersson, som inte var släkt, arbetade en tid tillsammans. Vid Nils Andersson plötsliga bortgång 1921 var Svenska låtars första band ännu inte publicerat. Olof Andersson fick ta över rollen som redaktör och fullgjorde utgivningen.  Samarbetet med Nils Andersson har han presenterat i boken Hur Svenska låtar kom till (1963), där deras brevväxling återges och kommenteras.
Vid tiden för sitt första möte med Nils Andersson 1909 förestod Olof Andersson en frisersalong i Åhus, men från och med slutet av 1910-talet kom han alltmer att ägna sig åt arbete med folkmusik. Först skedde det på direkt uppdrag av Nils Andersson, men efter dennes bortgång anställdes Olof Andersson av Folkmusikkommissionen. Tillsammans med Karl Petter Leffler tillhör Olof Andersson landets första tjänstemän på folkmusikområdet. Olof Andersson avlönades i olika grad av Folkmusikkommissionen fram till sin bortgång, men anställdes även som amanuens vid dåvarande Musikhistoriska museet i slutet av 1930-talet, efter att kommissionens samlingar deponerats i museet. Efter utgivningen av Svenska låtar och Folkliga svenska koralmelodier från Gammalsvenskby och Estland (1945) arbetade Olof Andersson bland annat med ett omfattande register över melodivarianter bland låtar och visor.
Vid sidan av sitt eget insamlingsarbete, vilket resulterade i tusentals upptecknade låtar och visor, och utgivningsverksamhet var Olof Andersson starkt engagerad i folkmusikfrågor. Han deltog ofta som domare i spelmanstävlingar, satt i juryn vid Zornmärkesuppspelningar och framträdde flitigt i radio. Olof Anderssons efterlämnade handlingar finns idag i Svenskt visarkiv.

## Utmärkelser
- Nordiska museets Hazelius-medalj i silver 1927
- Zornmärket i guld 1939
- Sven Kjellström-plaketten 1950
- Illis quorum i åttonde storleken 1953
- Riddare av Kungliga Vasaorden, 1:a klass, 1953
- Associé till Kungl. Musikaliska Akademien 1954